# Archidiocèse de Belém do Pará
L'archidiocèse de Belém do Pará (en latin, Archidioecesis Belemensis de Pará) est une circonscription ecclésiastique de l'Église catholique au Brésil.
Son siège se situe dans la ville de Belém, capitale de l'État du Pará.
Depuis 2025, son archevêque est Júlio Endi Akamine (en).